# Sciaromium bellii
Sciaromium bellii là một loài rêu trong họ Echinodiaceae. Broth đã cung cấp mô tả khoa học đầu tiên về nó vào năm 1898.